# Chin Chiu-yueh
Chin Chiu-yueh, född 1 februari 1968, är en taiwanesisk bågskytt. Hon deltog vid olympiska sommarspelen 1988.